# Печерда
Печерда — река в России, протекает по Парфеньевскому району Костромской области. Левый приток реки Неи.

## География
Река Печерда берёт начало у нежилой деревни Шипово. Течёт на юг. Впадает в Нею у нежилой деревни Гариково. Устье реки находится в 171 км от устья Неи. Длина реки составляет 20 км, площадь водосборного бассейна — 71,1 км².

## Данные водного реестра
По данным государственного водного реестра России относится к Верхневолжскому бассейновому округу, водохозяйственный участок реки — Унжа от истока и до устья, речной подбассейн реки — Бассей притоков Волги ниже Рыбинского водохранилища до впадения Оки. Речной бассейн реки — (Верхняя) Волга до Куйбышевского водохранилища (без бассейна Оки).
Код объекта в государственном водном реестре — 08010300312110000016195.